# Eleccions legislatives de São Tomé i Príncipe de 2014
Les Eleccions legislatives de São Tomé i Príncipe de 2014 van tenir lloc el 12 d'octubre de 2014, juntament amb les regionals i locals. El resultat fou la victòria per a l'oposició d'Acció Democràtica Independent liderada pels dos cops Primer Ministre Patrice Trovoada, que va obtenir 33 dels 55 escons a l'Assemblea Nacional.

## Antecedents
Després de les eleccions de 2010 en els que l'Acció Democràtica Independent va obtenir la majoria, el govern va perdre un vot de confiança a mitja legislatura.

## Sistema electoral
Els 55 membres de l'Assemblea Nacional són elegits per Escrutini proporcional plurinominal en set circumscripcions electorals usant el sistema de llistes tancades.

## Conducta
La Missió d'Observació Electoral de la Unió Africana (AUEOM) va ser l'encarregada de la vigilància de les eleccions. La missió de 24 membres era liderada per l'angoleny França Van-Dúnem, qui va dir, després d'una trobada amb el president Manuel Pinto da Costa, que la missió tractaria de garantir que les eleccions transcorreguessin en pau i ordre. Tamnbé hi hagué una missió de la Comunitat de Països de Llengua Portuguesa (CPLP). L'informe de la CPLP afirma que les eleccions havien estat "transparents, lliures i justes, i s'havien dut a terme d'una manera ordenada. Esmentaren que hi va haver alguns incidents però que era poc probable que afectessin als resultats finals.

## Resultats
| Partit                                                                    | Vots   | %     | Escons | +/− |
| ------------------------------------------------------------------------- | ------ | ----- | ------ | --- |
| Acció Democràtica Independent                                             | 35,265 | 38.01 | 33     | +7  |
| Moviment per l'Alliberament de São Tomé i Príncipe/Partit Socialdemòcrata | 16,573 | 17.83 | 16     | −5  |
| Partit de Convergència Democràtica - Grup de Reflexió                     |        |       | 5      | −2  |
| Unió dels Demòcrates per la Ciutadania i el Desenvolupament               |        |       | 1      | +1  |
| Moviment Democràtic de les Forces pel Canvi - Partit Liberal              |        |       | 0      | −1  |
| Front Democràtic Cristià                                                  |        |       | 0      | 0   |
| Partit CÓDÓ                                                               |        |       | 0      | 0   |
| Plataforma Nacional pel Desenvolupament                                   |        |       | 0      | 0   |
| Unió Nacional per la Democràcia i el Progrés                              |        |       | 0      | 0   |
| Partit de l'Estabilitat i el Progrés Social                               |        |       | 0      | Nou |
| Partit del Treball Santomenc                                              |        |       | 0      | Nou |
| Moviment Socialista                                                       |        |       | 0      | 0   |
| Nuls/en blanc                                                             |        | –     | –      | –   |
| Total                                                                     | 69.510 | 100   | 55     | 0   |
| Votants registrats/participació                                           | 92,790 | 74.91 | –      | –   |
| Font: Reporter STP Arxivat 2014-10-28 a Wayback Machine., Observador      |        |       |        |     |